# Agrippa
Agrippa ist ein römisches Cognomen, männliches römisches Praenomen (Vorname) und frühneuzeitlicher Familienname.

## Herkunft und Bedeutung
Agrippa (von lateinisch: „aegre partus“: „mit Schwierigkeit geboren“, oder „aegripes“: „fußkrank“, evtl. auch indogermanisch „*agrei-pod-“: „vorn die Füße habend“) ist ein ursprünglich frührömischer Vorname, der später in zahlreichen römischen Familien als Cognomen verwendet wurde, in der gens Iulia aber auch weiter als Vorname. Mit Verschwinden des klassischen römischen Namensystems im Frühmittelalter fand er als Nachname Verbreitung.

## Namensträger

### Antike
- Agrippa Silvius, mythischer König von Alba Longa
- Agrippa (Philosoph), griechischer Philosoph im 1. Jahrhundert
- Agrippa (Astronom), Astronom im 1. Jahrhundert
- Agrippa Furius Fusus, römischer Konsul 446 v. Chr.
- Agrippa Menenius Lanatus, römischer Konsul 503 v. Chr., bekannt für sein Gleichnis
- Agrippa Postumus (12 v. Chr.–14 n. Chr.), jüngster Sohn von Marcus Vipsanius Agrippa
- Decimus Haterius Agrippa, römischer Politiker und Senator, Konsul 22
- Gaius Fonteius Agrippa  († 70), römischer Suffektkonsul 58
- Marcus Accenna Helvius Agrippa, Prätor, 1. und 2. Jahrhundert
- Marcus Iulius Agrippa, römischer Offizier, 2. Jahrhundert
- Marcus Asinius Agrippa, römischer Konsul 25
- Marcus Maenius Agrippa Lucius Tusidius Campester, römischer Offizier, 2. Jahrhundert
- Marcus Vipsanius Agrippa (63–12 v. Chr.), römischer Politiker und Feldherr
- Herodes Agrippa I. (10 v. Chr.–44 n. Chr.), König von Judäa von 37 bis 44
- Herodes Agrippa II. (27–nach 93), König von Judäa von 50 bis 70
- Tiberius Claudius Agrippa, römischer Offizier, 2. Jahrhundert

### Familienname
- Camillo Agrippa (vor 1535–um 1598), Fechtmeister, Architekt, Ingenieur und Mathematiker der Renaissance
- Giovanni Guido Agrippa, venezianischer Medailleur
- Heinrich Cornelius Agrippa von Nettesheim (1486–1535), deutscher Universalgelehrter, Theologe, Jurist, Arzt und Philosoph
- Théodore Agrippa d’Aubigné (1552–1630), französischer Schriftsteller